# Utetes pteridiophilus
Utetes pteridiophilus är en stekelart som först beskrevs av Robert A.Wharton och Austin 1990.  Utetes pteridiophilus ingår i släktet Utetes och familjen bracksteklar. Inga underarter finns listade i Catalogue of Life.